# Rosemary Stirling
Rosemary Stirling (Rosemary Olivia Stirling, nach Heirat Wright; * 11. Dezember 1947 in Timaru, Neuseeland) ist eine ehemalige britische Sprinterin und Mittelstreckenläuferin.
In Neuseeland als Tochter eines Schotten geboren, zog sie Anfang der 1960er Jahre mit ihrer Familie nach Wolverhampton und schloss sich dort den Wolverhampton Harriers an. Schon mit 16 Jahren gehörte sie zu den besten britischen Läuferinnen über 800 Meter. Bei den British Empire and Commonwealth Games 1966 in Kingston belegte sie im schottischen Nationaltrikot sowohl über 440 Yards als auch über 880 Yards den vierten Platz.  
1969 gewann sie bei den Europäischen Hallenspielen in Belgrad über 400 Meter Bronze hinter Colette Besson und Christel Frese. Unter freiem Himmel wurde sie bei den Europameisterschaften in Athen Achte über 400 Meter. Das Rennen gewann die Französin Nicole Duclos vor ihrer Landsfrau Colette Besson; beide liefen in 51,7 s Weltrekord. Vier Tage nach dem 400-Meter-Finale stand das Finale mit der 4-mal-400-Meter-Staffel auf dem Programm. Rosemary Stirling ging für die britische Staffel in Führung, an zweiter Position schob sich Nicole Duclos vor Pat Lowe, Janet Simpson holte auf, und die Schlussläuferinnen Lillian Board und Colette Besson lieferten sich bis ins Ziel einen harten Kampf. Beide Stafetten liefen in 3:30,8 min Weltrekord, wobei die Britinnen Gold vor den Französinnen gewannen.
Höhepunkt der Freiluftsaison 1970 waren die British Commonwealth Games in Edinburgh, bei dem die in England lebende Stirling als Vertreterin der gastgebenden Schotten antrat. Sie gewann den 800-Meter-Lauf in 2:06,24 min mit drei Hundertstelsekunden Vorsprung auf die Engländerin Pat Lowe, ihre Kameradin aus der britischen Stafette. 
Bei den Halleneuropameisterschaften 1971 in Sofia gewann sie über 800 Meter Bronze hinter Hildegard Falck und Ileana Silai. Bronze erhielt sie im selben Jahr auch bei den Europameisterschaften in Helsinki. Nach einem Sturz von Hildegard Falck siegte Vera Nikolić vor Lowe und Stirling, die nach 2:02,1 min ins Ziel lief. In der Staffel belegten Lowe und Stirling den vierten Platz in dem Rennen, in dem sie von den Läuferinnen aus der DDR als Weltrekordlerinnen abgelöst wurden. 
Bei den Olympischen Spielen 1972 in München lief Stirling über 800 Meter in 2:00,15 min die schnellste Zeit ihrer Karriere und belegte damit den siebten Platz. Mit der Staffel lief sie ebenfalls im Finale und erreichte den fünften Rang. 1974 stand bei den British Commonwealth Games in Christchurch erstmals die 4-mal-400-Meter-Staffel der Frauen auf dem Programm. Rosemary Wright, wie sie nach ihrer Heirat mit dem Marathonläufer Trevor Wright nun hieß, belegte mit der schottischen Stafette den vierten Platz. Einen Monat nach den Spielen in Christchurch stand sie bei den Halleneuropameisterschaften in Göteborg letztmals in einem großen Finale und erreichte über 800 Meter den vierten Platz.
Rosemary Stirling ist 1,57 m groß und wog in ihrer aktiven Zeit 51 kg. Ihr britischer 800-Meter-Rekord von 1971 hatte bis 1979 Bestand, als ihn Christina Boxer unterbot.

## Persönliche Bestzeiten
- 400 m: 53,24 s, 28. August 1971, London
- 800 m: 2:00,15 min, 3. September 1972, München
  - Halle: 2:05,19 min, 10. März 1974, Göteborg
- 1000 m: 2:41,61 min, 13. September 1974, London